# 푸시야부티 왕조
푸시야부티 왕조(산스크리트어: पुष्यभुती), 또는 바르다나 왕조(산스크리트어: वर्धन)는 6세기와 7세기 동안 북인도를 지배한 왕조이다. 이 왕조는 마지막 통치자 하르샤 바르다나(기원전 590년~기원전 647년)에 의해 전성기에 이르렀으며, 하르샤 제국은 동쪽의 카마루파, 남쪽의 나르마다강까지 이르는 인도 북부와 북서부 대부분을 차지했다. 푸시야부티 왕조는 처음에 탄베슈바라(오늘날 하리아나주 쿠루크셰트라구)에서 통치했지만, 결국 카냐쿱자(오늘날 우타르프라데시주 카나우지)를 수도로 정하고 기원전 647년까지 통치했다.

## 어원과 이름
궁정 시인 바나가 작곡한 하르샤차리타에 따르면 이 가문은 푸시야부티 왕조(IAST: Puṣyabhūti-vaṃśa) 또는 푸슈파부티 왕조(IAST: Puṣpabhūti-vaṃśa)로 알려져 있다. 하르샤차리타의 필사본은 "푸슈파부티"라는 변종을 사용하지만 게오르크 뷸러는 이것이 필경의 오류이며 정확한 이름은 푸시야부티라고 주장했다. 현재 몇몇 현대 학자들은 "푸슈파부티"라는 형식을 사용하고 있고 다른 학자들은 "푸시야부티"라는 변종을 선호한다.
일부 현대 서적에서는 왕조의 왕 이름이 접미사 "-바르다나"로 끝나기 때문에 왕조를 "바르다나"로 설명하고 있다. 그러나 다른 왕조의 왕 이름도 이 접미사로 끝나기 때문에 이는 오해의 소지가 있는 명칭이다.

## 기원
왕조의 기원에 대한 구체적인 정보는 입수할 수 없다. 7세기 시인 바나가 쓴 '하르샤차리타'는 그들의 기원에 대해 전설적인 이야기를 해주며, 푸시야부티를 왕조의 창시자로 지명한다. 이 전설에 따르면, 푸시야부티는 수도가 스탄비슈바라(현대의 타네사르)였던 스리칸타 자나파다(오늘날의 쿠루크셰트라구)에 살았다. 시바의 열성적인 신자였던 푸시야부티는 "남부" 출신의 교사인 바이라바차리아의 영향 아래, 화장장에서 탄트라 의식에 참여하게 되었다. 이 의식의 마지막에, 한 여신(락슈미로 확인됨)이 그를 왕으로 임명하고, 위대한 왕조의 창시자로서 축복했다. 바나의 기록에 언급된 푸시야부티는 왕조의 비문이나 다른 출처에서 언급되지 않았기 때문에 허구의 인물인 것으로 보인다.
이 왕조는 프라바카르바르다나 치세에 두드러졌다. 그의 아들 하르샤바르다나는 그의 통치 기간에 왕국을 더욱 확장시켰다.
현장의 대당서역기와 8세기 불교 문헌인 대방광보살장문수사리근본의궤경은 푸시야부티 왕조가 바이샤 카스트에 속했음을 암시한다.

## 역사

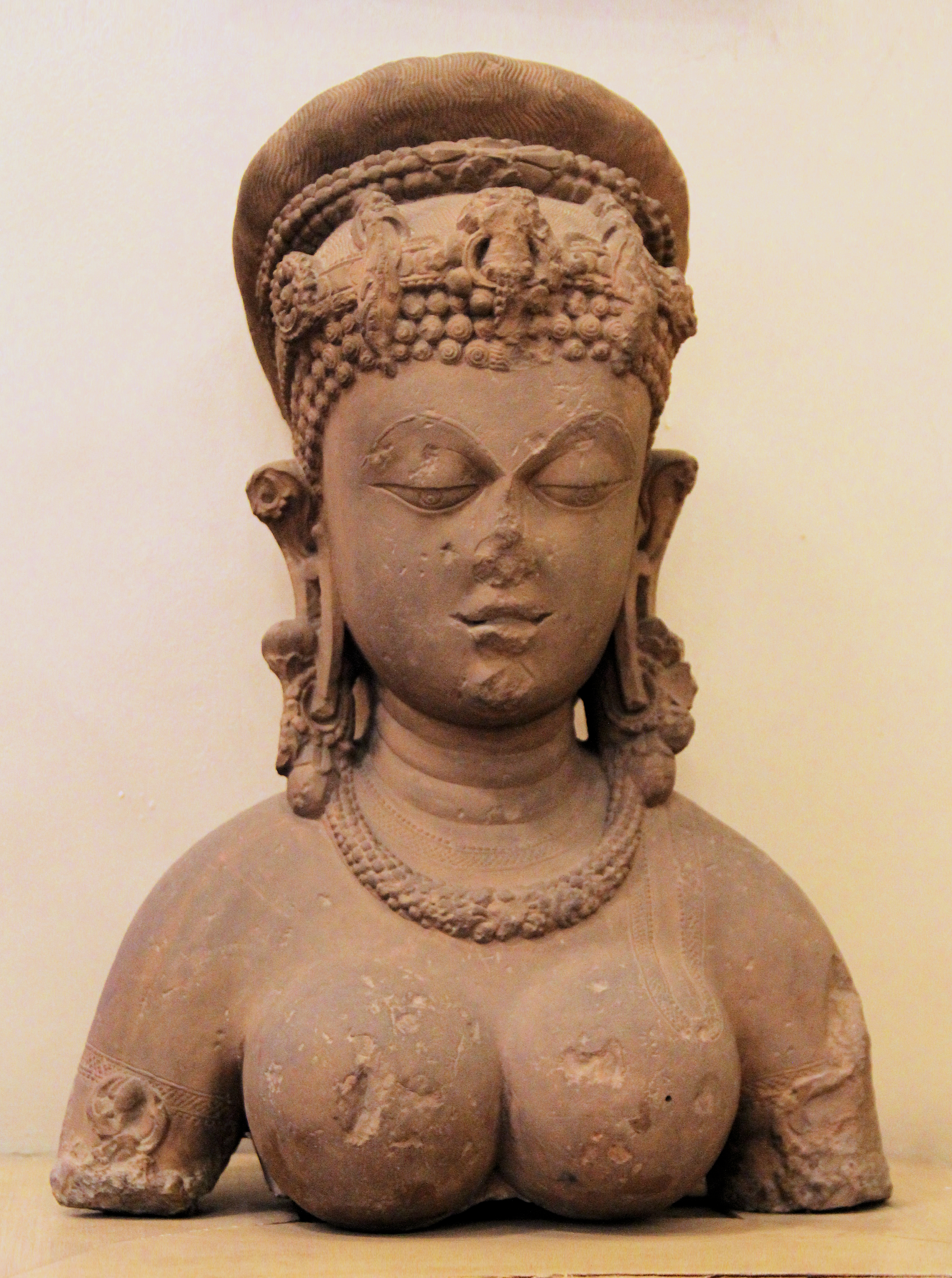
여성 흉상, 그왈리오르, 마디아프라데시. 바르다나 왕조, 서기 7세기.

푸시야부티 왕조는 원래 수도 스타네슈바라(타네사르) 주변의 작은 지역을 통치했다. 한스 티 바커에 따르면, 그들의 통치자 아디트야바르다나(또는 아디트야세나)는 아마도 칸나우지의 마우카리 왕인 샤르바바르만과 불화 관계였을 것이라고 한다. 그의 후계자 프라바카라바르다나 역시 초기에 마우카리 왕 아반티바르만과 불화했을 가능성이 있다. 프라바카라의 딸 라지야슈리는 아반티바르만의 아들 그라하바르만과 결혼했다. 이 결혼의 결과로 프라바카라의 정치적 지위는 크게 높아졌고, 그는 파라마-바타라카 마하라자디라자("그의 용맹과 애정 때문에 다른 왕들이 절하는 사람")라는 황제의 칭호를 얻었다.

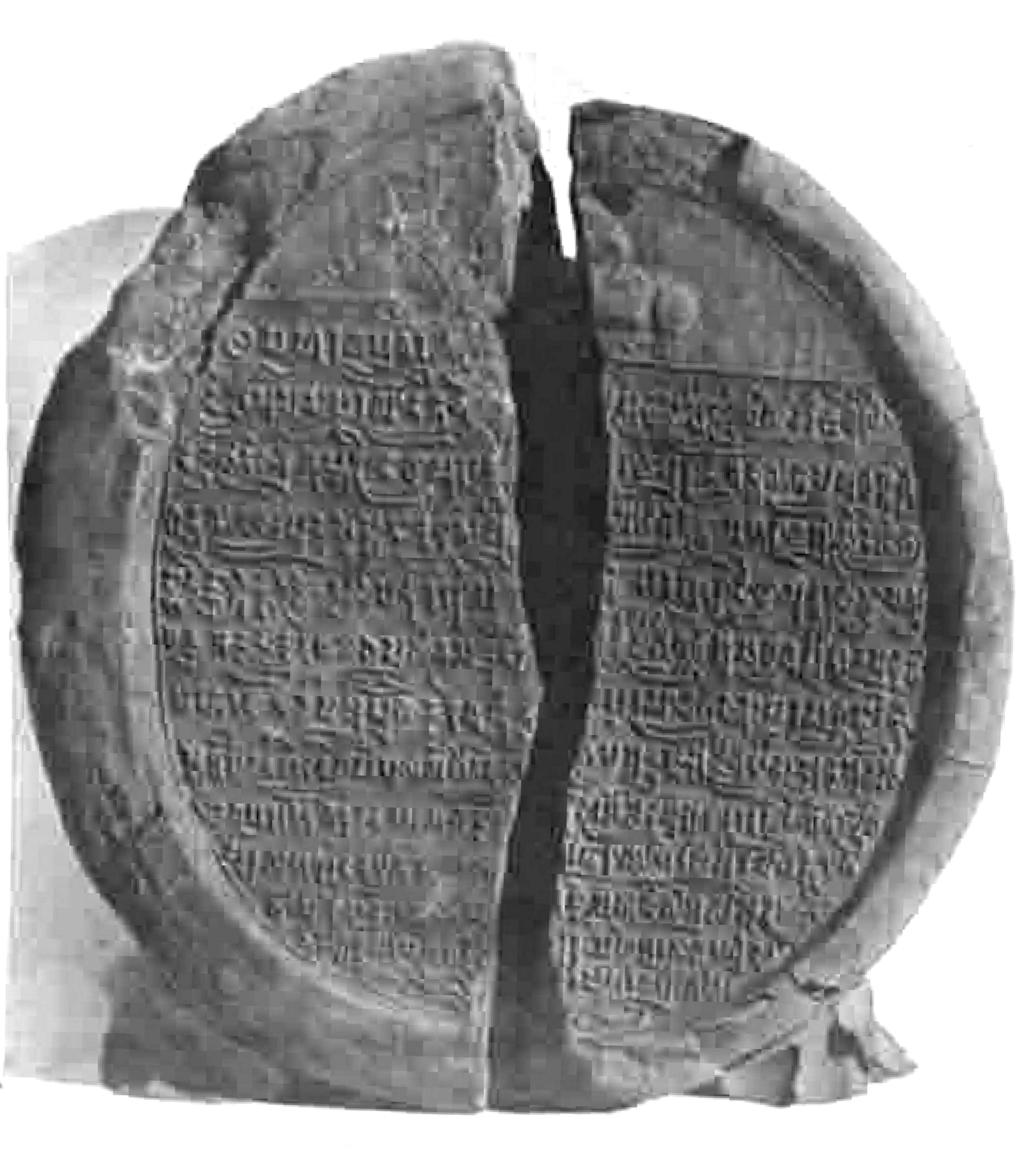
날란다에서 발견된 하르샤바르다나의 인장.

하르샤차리타에 따르면 프라바카라가 죽은 후 말라바의 왕은 가우다 통치자의 지원을 받는 카나우지를 공격했다. 말라바 왕은 그라하바르만을 죽이고 라지야슈리를 점령했다. 바나는 이 왕에 대해 언급하지 않지만 역사가들은 그를 후굽타 왕조의 통치자로 추측한다. 프라바카라의 큰 아들 라지야바르다나는 말라바의 통치자를 무찌르지만 가우다 왕에 의해 죽임을 당했다.
하르샤차리타는 프라바카라의 작은 아들 하르샤바르다나가 가우다 왕과 그들의 동맹국들을 파괴할 것을 맹세했다고 덧붙인다. 다시 말하지만, 바나는 가우다 왕의 이름을 언급하지 않지만 역사가들은 그를 벵골(가우다)의 통치자 샤샨카와 동일시한다. 하르샤는 카마루파의 왕 바스카라바르만과 동맹을 맺고 샤샨카를 격퇴시켰다. 그 후 기원전 606년, 하르샤는 공식적으로 황제로 즉위했다. 그는 인도 북부의 상당 부분을 점령했다(하르샤 제국 참조). 하르샤 제국의 정확한 범위에 대해서는 여러 평가가 있지만, 그는 인도 북부의 주요 지역을 지배했고, 서쪽의 발라바 왕과 동쪽의 카마루파 왕 바스카라바르만이 그의 통치권을 받아들였고, 남쪽에서는 그의 제국이 나르마다강까지 확장되었다.
하르샤는 결국 카냐쿱자(카나우지)를 수도로 삼았고, 647년까지 제국을 통치했다. 서기 647년. 하르샤가 후계자 없이 사망하면서 푸시야부티 왕조는 멸망하였다.

## 역대 군주

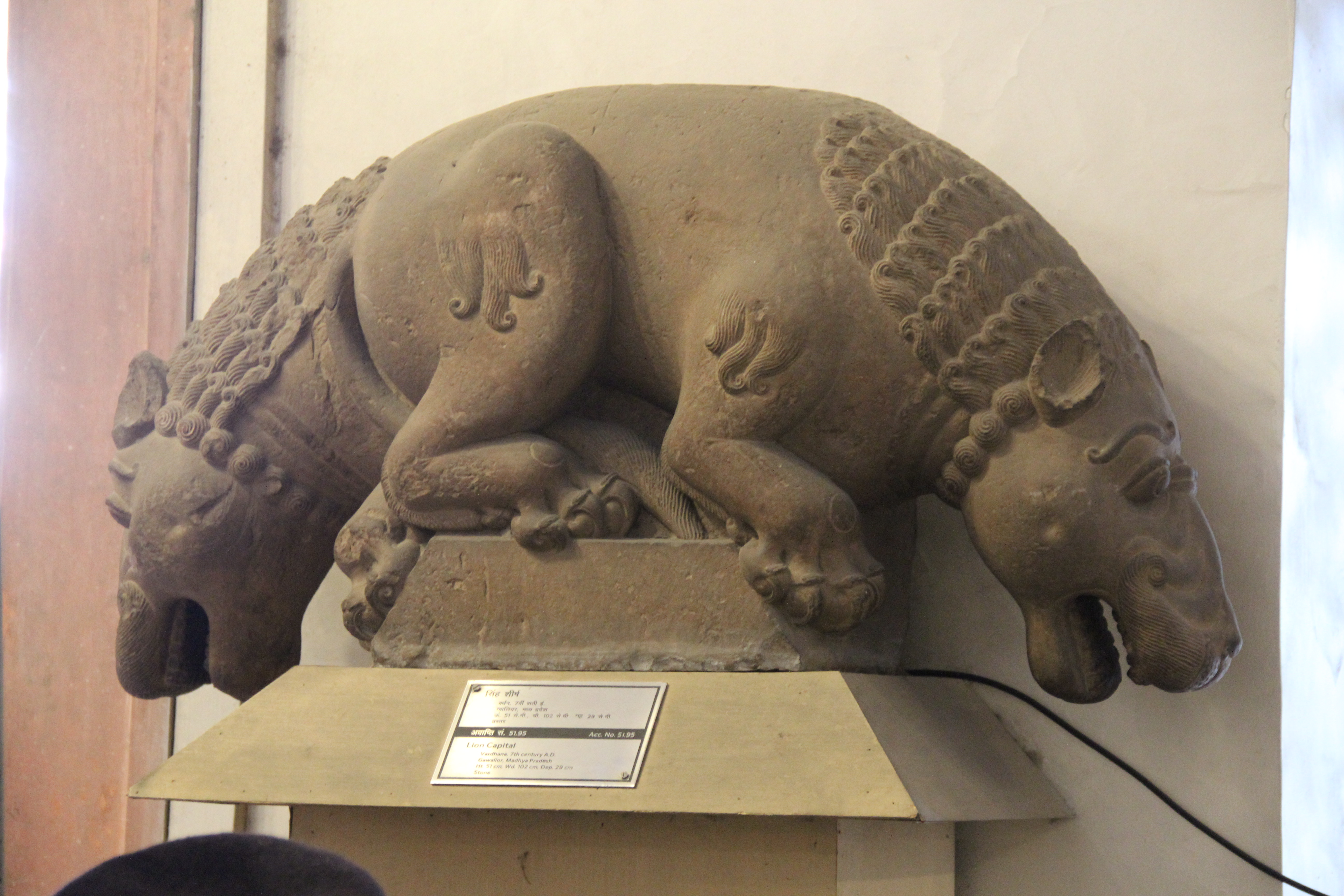
사자 기둥머리, 바르다나 왕조, 괄리오르, 서기 7세기.

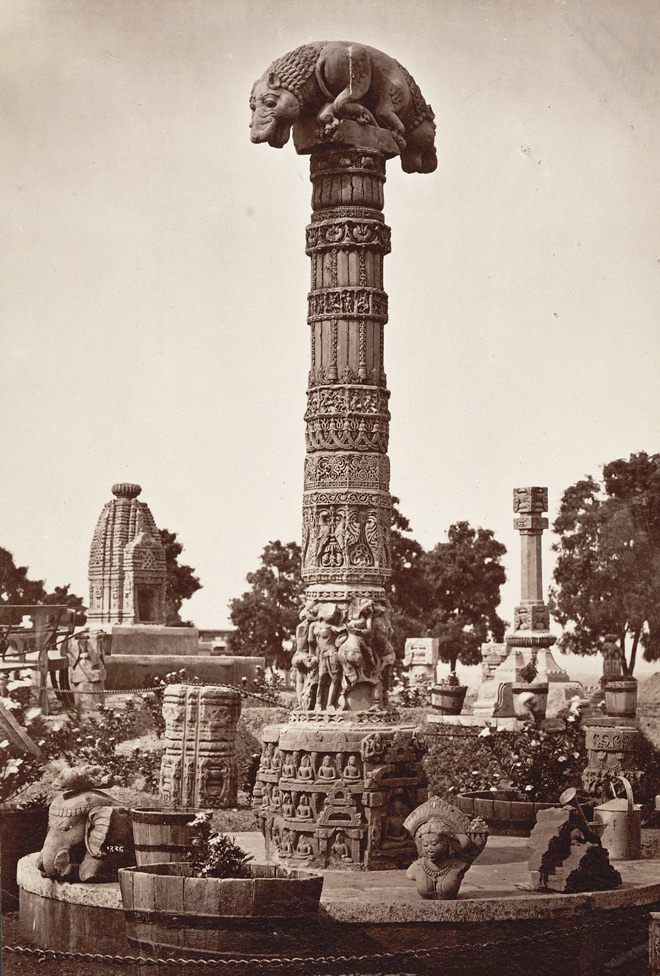
텔리 카 만디르, 괄리오르 요새 근처의 원래 기둥에 있는 사자 기둥머리.

다음은 추정 통치 기간과 함께 푸시야부티 또는 바르다나 왕조의 알려진 통치자이다(괄호 안에 IAST 이름): 
통치자 목록 –
| 이름               | 재위    | 비고 |
| ------------------ | ------- | ---- |
| 푸시야부티         | ~500    |      |
| 나라바르다나       | 500~525 |      |
| 라지야바르다나 1세 | 525~555 |      |
| 아디티야바르다나   | 555~580 |      |
| 프라바카라바르다나 | 580~605 |      |
| 라지야바르다나 2세 | 605~606 |      |
| 하르샤바르다나     | 606~647 |      |

## 같이 보기
- 인도 중왕국

### 서지
- Baijnath Sharma (1970). 《Harṣa and His Times》. Sushma Prakashan. OCLC 202093.
- D. C. Ganguly (1981). 〈Western India in the Sixth Century A.D.〉.   R. C. Majumdar. 《A Comprehensive History of India》. 3, Part I: A.D. 300-985. Indian History Congress / People's Publishing House. OCLC 34008529.
- Hans Bakker (2014). 《The World of the Skandapurāṇa》. BRILL. ISBN 978-90-04-27714-4.
- Max Deeg (2016). 〈The Political Position of Xuanzang: The Didactic Creation of an Indian Dynasty in the Xiyu ji〉.   Thomas Jülch. 《The Middle Kingdom and the Dharma Wheel: Aspects of the Relationship between the Buddhist Saṃgha and the State in Chinese History》. BRILL. ISBN 978-90-04-32258-5.
- Ronald M. Davidson (2012). 《Indian Esoteric Buddhism: A Social History of the Tantric Movement》. Columbia University Press. ISBN 978-0-231-50102-6.
- Sukla Das (1990). 《Crime and Punishment in Ancient India》. Abhinav Publications. ISBN 978-81-7017-054-9.
- Upinder Singh (2008). 《A History of Ancient and Early Medieval India: From the Stone Age to the 12th Century》. Pearson Education India. ISBN 978-81-317-1120-0.